# Rhipsalis hoelleri
Rhipsalis hoelleri  es una especie de planta fanerógama de la familia Cactaceae. Es endémica de Espírito Santo en Brasil. Su hábitat natural son los bosques de tierras bajas tropicales o subtropicales. Está tratada en peligro de extinción por pérdida de hábitat. Es una especie común en lugares localizados.
Es una planta perenne carnosa, cilíndrica-suspendida  y  con las flores de color rojo.

## Fuente
- Taylor, N.P. 2002.  Rhipsalis hoelleri.   2006 IUCN Red List of Threatened Species.    Bajado el 23-08-07.